# Czemisz
Czemisz (bułg. Чемиш) – wieś w Bułgarii, w obwodzie Montana, w gminie Georgi Damjanowo. Według Ujednoliconego Systemu Ewidencji Ludności oraz Usług Administracyjnych dla Ludności, miejscowość zamieszkuje 62 mieszkańców.